# مبرهنة باسكال

خط باسكال للسداسي المُركّب المحصور في شكلٍ بيضاويٍّ. الأضلاع المتقابلة للسداسي لها اللون ذاته.

في الهندسةِ الإسقاطية، تنصُّ مُبرهنةُ باسكال (بالإنجليزية: Pascal's theorem) على أنَّ لأيّ ستِّ نقاطٍ على قطعٍ مخروطيٍّ (أي: قطع ناقص، مكافئ أو زائد) وُصِلَت بينَهم قطعٌ مستقيمةٌ بأيّ ترتيبٍ بحيث تُشكّل سداسياً، فإنَّ أزواجَ الأضلاع المتقابلة من السداسي (أو امتداداتها) تتتلاقى في نقاطٍ تتسامتُ على خطّ يُسمّى خطَّ باسكال للسداسي. أسميت المبرهنة نسبةً إلى بليز باسكال، وتصحُّ أيضاً في الهندسةِ الإقليدية إلا أن هناك حالة خاصة من أن تتوازى المستقيمات ينبغي أن تؤخذ بعينِ الاعتبار.

## الاختلافات في الهندسة الإقليدية
إنَّ الاعتبار المُباشرَ بالنسبة لمبرهنة باسكال هي أن تُعدَّ في المستوى الإسقاطي، حيث أن أي زوجٍ من المستقيمات مُتلاقٍ دون أن تُؤخذَ الحالةُ الخاصة من كونها متوازية. ومع ذلك فإنّ المبرهنة تبقى صحيحةً في المستوى الإقليدي، مع مراعاة ذكر حالة توازي أضلاع السداسي.

## البرهان
لم يذكر باسكال في كتابه أيّ برهانٍ، لكن هناك عدة براهين مختلفة وُجدت بعده. يكفي إيجاد حل المسألة في حالة الدائرة، حيث أنَّ أي قطع مخروطي غير منعدم بالإمكان إحالته إلى الدائرة عبر تحويلٍ إسقاطيٍ. وقد ذكر باسكال هذا، حيث وضع تمهيديةً تنص ذلك. بالإمكان إثبات مبرهنة باسكال بتطبيقِ مبرهنة مينيلاوس عدّة مرات. وهناك حلول أخرى اعتمدت على ثباتية النسب التبادلية داخل السداسي.

## الخواص

حالات مبرهنة باسكال المُنعدمة.

لأي سداسي على قطع مخروطي له نفس الترميز السابق، فإنَّ:
{\displaystyle {\frac {\overline {GB}}{\overline {GA}}}\times {\frac {\overline {HA}}{\overline {HF}}}\times {\frac {\overline {KF}}{\overline {KE}}}\times {\frac {\overline {GE}}{\overline {GD}}}\times {\frac {\overline {HD}}{\overline {HC}}}\times {\frac {\overline {KC}}{\overline {KB}}}=1.}

## حالات منعدمة
هناك حالات وجود 5، 4 أو 3 نقاط بوصفها حالاتٍ منعدمة لمبرهنة باسكال. في الحالة المنعدمة، تندمج نقطتين من المبرهنة الاعتيادية ويتحول الضلع الواصل بينهم إلى مماسٍّ للدائرة.